# Конвей (Південна Кароліна)
Конвей (англ. Conway) — місто (англ. city) в США, в окрузі Горрі штату Південна Кароліна. Населення — 24 849 осіб (2020).

## Географія
Конвей розташований за координатами 33°50′43″ пн. ш. 79°2′7″ зх. д. / 33.84528° пн. ш. 79.03528° зх. д. (33.845395, -79.035298).  За даними Бюро перепису населення США в 2010 році місто мало площу 59,01 км², з яких 56,83 км² — суходіл та 2,18 км² — водойми.

### Клімат
Місто знаходиться у зоні, котра характеризується вологим субтропічним кліматом. Найтепліший місяць — липень із середньою температурою 27.1 °C (80.8 °F). Найхолодніший місяць — січень, із середньою температурою 8.3 °С (47 °F).
| Клімат Конвея           | Клімат Конвея | Клімат Конвея | Клімат Конвея | Клімат Конвея | Клімат Конвея | Клімат Конвея | Клімат Конвея | Клімат Конвея | Клімат Конвея | Клімат Конвея | Клімат Конвея | Клімат Конвея | Клімат Конвея |
| Показник                | Січ.          | Лют.          | Бер.          | Квіт.         | Трав.         | Черв.         | Лип.          | Серп.         | Вер.          | Жовт.         | Лист.         | Груд.         | Рік           |
| Абсолютний максимум, °C | 28,3          | 29,4          | 35,6          | 35,6          | 38,3          | 41,1          | 40            | 41,1          | 40,6          | 36,7          | 31,7          | 28,9          | 41,1          |
| Середній максимум, °C   | 14,7          | 16            | 20            | 24,4          | 28,4          | 31,4          | 32,3          | 32            | 29,6          | 24,9          | 20,1          | 15,4          | 24,1          |
| Середня температура, °C | 8,3           | 9,4           | 13,3          | 17,5          | 21,8          | 25,5          | 27,1          | 26,6          | 24            | 18,4          | 13,2          | 9             | 17,8          |
| Середній мінімум, °C    | 2             | 2,8           | 6,6           | 10,6          | 15,3          | 19,6          | 21,6          | 21,2          | 18,4          | 11,9          | 6,2           | 2,6           | 11,6          |
| Абсолютний мінімум, °C  | −15,6         | −11,7         | −11,1         | −5,6          | 1,7           | 5,6           | 10,6          | 10,6          | 7,2           | −4,4          | −9,4          | −14,4         | −15,6         |
| Норма опадів, мм        | 92            | 95            | 99            | 78            | 94            | 136           | 172           | 170           | 137           | 78            | 62            | 85            | 1297          |
| Днів з опадами          | 9             | 9             | 9             | 7             | 8             | 10            | 12            | 11            | 8             | 6             | 6             | 9             | 105           |
| Днів зі снігом          | 0             | 0             | 0             | 0             | 0             | 0             | 0             | 0             | 0             | 0             | 0             | 0,1           | 0,1           |
| ----------------------- | ------------- | ------------- | ------------- | ------------- | ------------- | ------------- | ------------- | ------------- | ------------- | ------------- | ------------- | ------------- | ------------- |
| Джерело: Weatherbase    |               |               |               |               |               |               |               |               |               |               |               |               |               |

## Демографія
Згідно з переписом 2010 року, у місті мешкали 17 103 особи в 6221 домогосподарстві у складі 3702 родин. Густота населення становила 290 осіб/км².  Було 7238 помешкань (123/км²).
Расовий склад населення:
| - 59,6 % — білих - 37,0 % — чорних або афроамериканців - 0,7 % — азіатів - 0,2 % — корінних американців - 1,0 % — осіб інших рас |

До двох чи більше рас належало 1,5 %. Частка іспаномовних становила 2,9 % від усіх жителів.
За віковим діапазоном населення розподілялося таким чином: 20,0 % — особи молодші 18 років, 66,8 % — особи у віці 18—64 років, 13,2 % — особи у віці 65 років та старші. Медіана віку мешканця становила 29,3 року. На 100 осіб жіночої статі у місті припадало 84,3 чоловіків;  на 100 жінок у віці від 18 років та старших — 80,6 чоловіків також старших 18 років.
Середній дохід на одне домашнє господарство  становив 47 876 доларів США (медіана — 34 615), а середній дохід на одну сім'ю — 57 781 долар (медіана — 48 381). Медіана доходів становила 39 315 доларів для чоловіків та 28 934 долари для жінок. За межею бідності перебувало 32,0 % осіб, у тому числі 50,8 % дітей у віці до 18 років та 11,5 % осіб у віці 65 років та старших.
Цивільне працевлаштоване населення становило 8073 особи. Основні галузі зайнятості: освіта, охорона здоров'я та соціальна допомога — 25,9 %, мистецтво, розваги та відпочинок — 22,7 %, роздрібна торгівля — 13,9 %, науковці, спеціалісти, менеджери — 7,5 %.